# حبيبز
حبيبز (بالإنجليزية: Habib's)‏ هي سلسة من المطاعم الموجودة في البرازيل متخصصة بتقديم أكلات من الشرق الأوسط. لديها أكثر من 260 فرع في البرازيل، وقد بدأ حديثاً العمل على افتتاح فروع في بلدان أخرى. إنّ مطاعم حبيبز معروفة بسبب أسعار الوجبات المنخفضة جداً، وبسبب الأطباق المميزة. إن الأطباق الشرق أوسطية رائجة في البرازيل منذ قدوم المهاجرين السوريون واللبنانيون إلى البرازيل، على الرغم من أن عددهم لايتجاوز 7% من تعداد سكان البرازيل.

## التاريخ
أول مطعم تم افتتاحه عام 1988 في ساو باولو، رئيس الشركة هو البرتو سارايفا، عدد الموظفين هو 14000 تقريباً. تقدم في مطاعم حبيبز بعض الأكلات الخفيفة مثل التبولة، الكبّة والصفيحة. بالإضافة إلى بعض الصندويشات البرازيلية. وتعد سلسلة مطاعم حبيبز المنافس الأقوى لسلسة مطاعم ماكدونالدز في البرازيل.

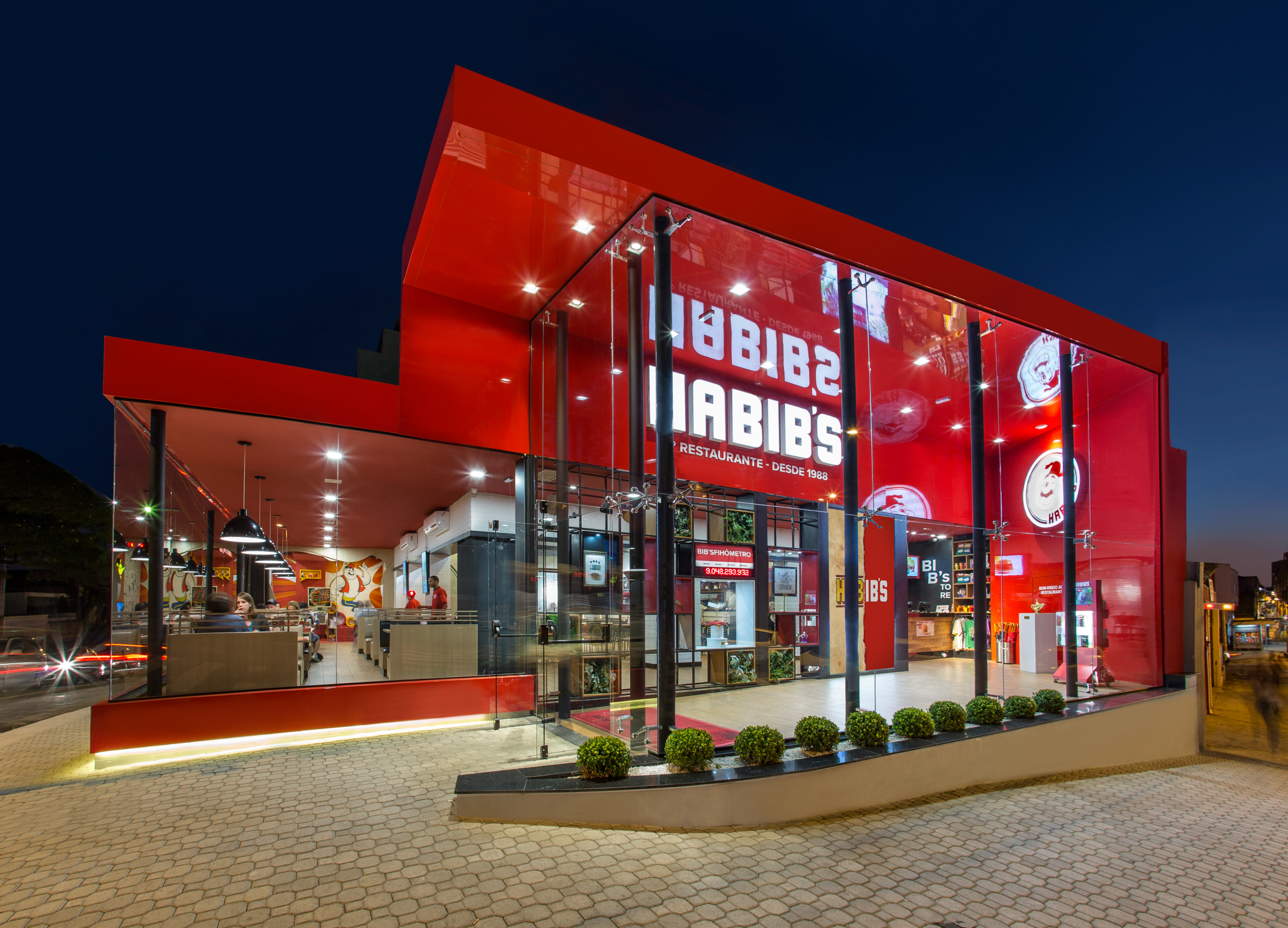
مطعم حبيب في ساو باولو، البرازيل.

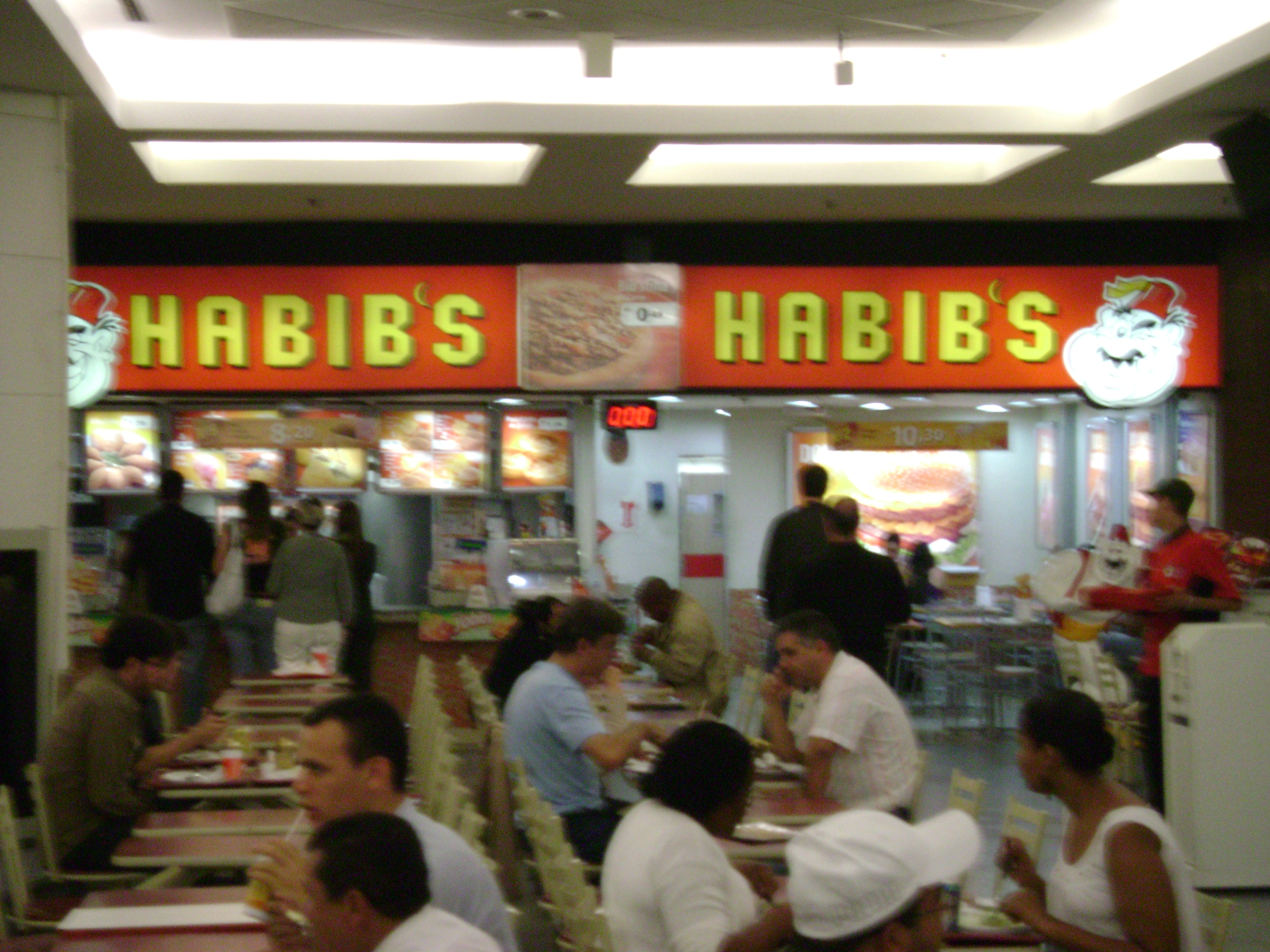
فرع حبيب في مركز تسوق، في بيلو هوريزونتي.